# Richard I. Lví srdce
Richard I. zvaný Richard Lví srdce (francouzsky Richard Cœur de Lion [riša:r köːr dəljõ], anglicky Richard the Lionheart, latinsky Ricardus Cor leonis a mezi Araby znám jako Malik Rik; 8. září 1157 Oxford – 6. dubna 1199 hrad Châlus) pocházel z dynastie Plantagenetů a v letech 1189–1199 byl anglickým králem a vládcem anjouovské říše.
Mládí trávil v Akvitánii a s bratry a matkou Eleonorou se účastnil vzpoury proti svému otci Jindřichovi II. Nejvíce se proslavil účastí na třetí křížové výpravě (1189–1192) proti Saladinovi, v jejímž čele po odjezdu francouzského krále Filipa II. stál. Na zpáteční cestě byl zajat Leopoldem Babenberským a dva roky strávil ve vězení. Po návratu se v Anglii vypořádal s rebelujícím bratrem Janem Bezzemkem a další léta pak válčil ve Francii se svým někdejším přítelem, francouzským králem Filipem II. Zemřel po zásahu kuší při obléhání hradu svého odbojného limousinského vazala.
Jeho erb se třemi kráčejícími hledícími lvy se stal znakem Anglie.

## Francouzská výchova

Francie v roce 1154

Richard byl druhým synem krále Jindřicha a Eleonory Akvitánské. Nevyrůstal v Anglii, nýbrž v Anjou, které bylo centrem říše jeho rodičů. V mládí byl silně ovlivněn trubadúry, sám prý dokonce složil několik oslavných písní, a také kultem rytířství, který si později osvojil. 6. ledna 1169 složil spolu s otcem a bratry Jindřichem a Geoffreym přísahu vazalské poslušnosti francouzskému králi Ludvíkovi VII. (bývalému prvnímu manželovi Richardovy matky) za Akvitánii, jelikož anglická královská rodina byla sice suverénním vládnoucím rodem na svých anglických územích, ale na územích, které jejím členům patřily ve Francii, podléhali tito příslušníci rodu francouzskému králi, k němuž měli lenní povinnost. V dubnu téhož roku se stal Richard formálně akvitánským vévodou.
| „                 | ...tři Jindřichovi synové, prvorozený Jindřich, Richard z Poitou a Geoffrey z Bretaně se proti svému otci vzbouřili a spojili se s francouzským králem Ludvíkem. To králi přidělalo starosti, jaké do té doby nepoznal, a jeho synové mu pak působili bolest až do poslední chvíle jeho života... | “ |
| — Gerald z Walesu | |   |

Roku 1173 společně s oběma staršími bratry povstal proti otci, vévodství akvitánské šlo se zbraní v ruce proti jednomu ze svých dvou králů - Jindřichovi II. a podporovalo krále druhého – Jindřicha Mladíka. Vzbouřené potomky podpořila i kontinentální šlechta. Anglický král tedy naverboval brabantské žoldnéře. Po mnoha násilnostech na obou stranách byl v září v 1174 Montlouis uzavřen mír, při kterém Jindřich předal synům jejich podíl na vládě v určených zemích.
K dalšímu rodinnému nedorozumění došlo roku 1180, kdy Jindřich Mladík opět odešel na francouzský dvůr. Po jeho náhlé smrti roku 1183 král Jindřich navrhl Richardovi, aby předal Akvitánii nejmladšímu Janovi. Richard zrovna neoplýval ochotou se vzdát úrodné země, v níž strávil mládí a tehdy se Jan společně s podporou bratra Geoffroye pokusil získat Akvitánii silou. Spor skončil uzavřením smíru na konci roku 1184. Richard byl podporován matkou, král Jindřich stranil nejmladšímu Janovi a střídavě svou podporu všem kandidátům na trůn projevoval Filip II. August. Když mu Richard složil lenní přísahu za kontinentální území a pak se na stranu francouzského krále přiklonil i Jan, Jindřich Plantagenet už byl na konci sil. Byl donucen podepsat mírovou dohodu s Filipem a smířit se se svými syny. Krátce potom roku 1189 opuštěný a zrazený zemřel, aniž by se s Richardem usmířil.
| „                   | Od Ďábla jsme přišli a k Ďáblu se vrátíme... | “ |
| — Richard Lví srdce |                                              |   |

## Křížová výprava

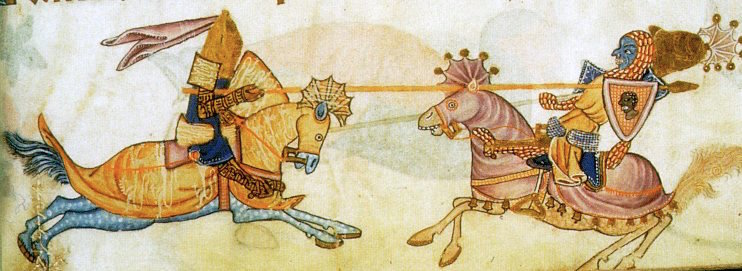
Souboj Richarda se Saladinem na dobové miniatuře

Již brzy po své korunovaci (3. září 1189) 11. prosince vytáhl Richard společně se svým spojencem Filipem Augustem na křížovou výpravu do Svaté země. 7. srpna 1190 vyplul z Marseille a 24. září se setkal s Filipem na Sicílii. Nepříznivé počasí jim nedovolilo pokračovat v cestě do Svaté země, rozhodli se proto přezimovat na místě. Už zde se však objevily první rozepře, když se Filip zamiloval do Richardovy sestry Johany, vdovy po sicilském králi. Richard odmítl tuto lásku akceptovat, a proto Filip brzy Sicílii opustil. Francouzského krále vystřídala na Sicílii Richardova matka královna Eleonora, která mu přivezla budoucí manželku – navarrskou princeznu Berengarii.
Richardovi bylo dvaatřicet let a dle současníků byl světlovlasý, prchlivý a přes svůj pokročilý věk dosud nebyl ženatý. Dodnes se zpochybňuje jeho sexuální orientace. Slovy Richardova současníka:
| „ | Richardovy zájmy nesměřovaly k manželství... | “ |

V dubnu 1191 vyplul Richard Lví Srdce na Kypr, kde se 12. května s Berrengarií oženil. Poté se novomanželé vydali do Svaté země. Zde se Richardovi podařilo porazit dosud neporaženého Saladina a rozhodl, kdo je právoplatným králem Jeruzaléma. Poraženému Guyovi z Lusignanu navrhl, aby se stal králem Kypru. Po dobytí Akkonu nechal chladnokrevně povraždit téměř 2600 zajatců.
| „              | Přivedli tedy muslimské zajatce, jimž Bůh na onen den určil mučednickou smrt, více než tři tisíce poražených vojáků, a vrhli se na ně jako jeden muž. Chladnokrevně je pobili ranami mečem a kopím. Naše předsunuté pozice oznámily Saladinovi, že nepřítel postoupil kupředu a on jim poslal posily. To všechno však až potom, co došlo ke zmiňovanému masakru. Muslimové na nepřítele zaútočili ihned poté, co se o vraždění dozvěděli. Zranění padali na obou stranách a boj stále sílil, dokud bojovníky nezahalila noc. Následujícího rána se chtěli muslimové přesvědčit o tom, co se událo, a našli své druhy mučedníky tam, kdy byli pobiti. | “ |
| — Bahá’-ad-Dín | |   |

| „                    | Po obsazení města nařídil král Angličanů vztyčit vítězné korouhve svého vojska na věžích a takto si přivlastnit veškerou slávu. A když projížděl městem, které nechal vyzdobit svými praporci, tu rozpoznal, že jedno znamení není jeho a otázal se, komu patří. A když se mu dostalo odpovědi, že patří Leopoldovi, vévodovi Rakušanů, a když se ujistil, že tento obsadil jednu z městských čtvrtí, propadl hroznému hněvu a nařídil srazit onu korouhev z věže do bláta. Mimoto vévodu bezdůvodně urazil mnoha hanlivými slovy a jiným uzmul společným úsilím nabytou kořist, kterou rozdělil jen mezi své, a tak na sebe přivolal hněv mnohých... | “ |
| — Ota ze Sv. Blažeje | |   |

Po úspěšné bitvě u Arsufu se Richard téměř rok snažil se Saladinem vyjednávat. V létě 1192 dobyl Jaffu. Konečná dohoda se Saladinem byla stvrzena 2. září 1192 a zahrnovala pětileté příměří, křižácké državy na palestinském pobřeží od Bejrútu po Jaffu a přístupnost Jeruzaléma pro křesťanské poutníky z Evropy. Poté se vydal na zpáteční cestu do Evropy.

## Rakouské vězení

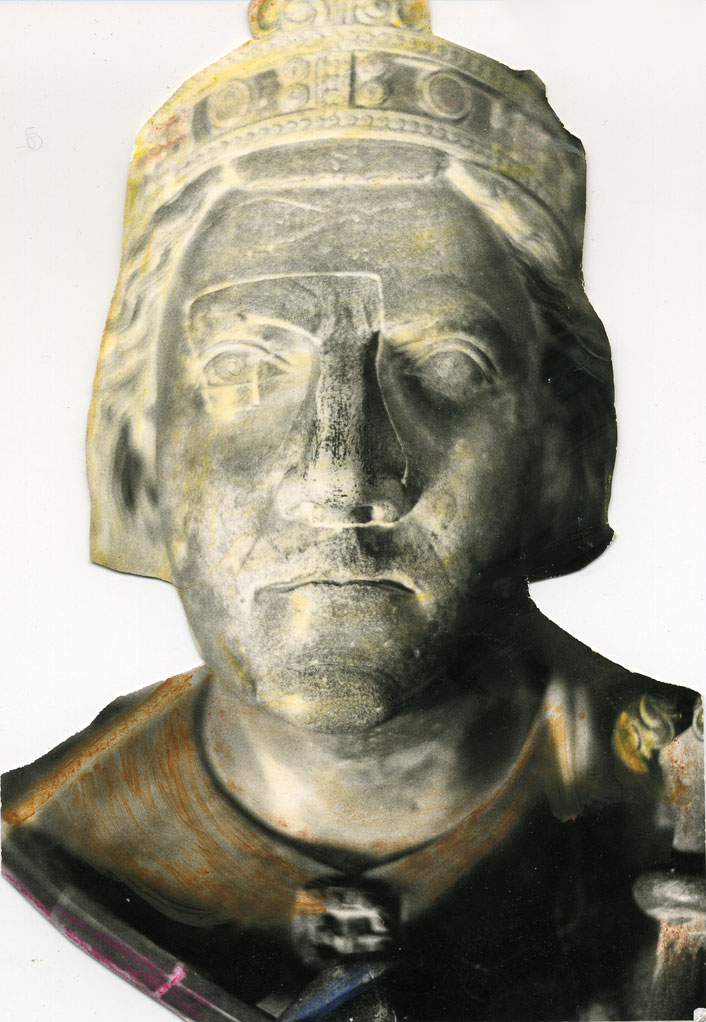
Richardův náhrobek (katedrála Nanebevzetí Panny Marie v Rouenu)

Při návratu z výpravy jej na Vánoce 1192 zajal nedaleko Vídně babenberský vévoda a vládce nad Rakouskem a Štýrskem Leopold, který měl s Richardem rozepře už z doby, kdy ve Svaté zemi společně dobyli město Akkon. Při této válečné výpravě došlo k ostrým sporům o to, zda jsou korouhve Leopolda V. svým významem rovnocenné korouhvím Richarda I. Pravým důvodem vzájemné nevraživosti však byl spíše způsob dělení kořisti. Nyní měl ovšem Leopold V. Richarda uvězněného na hradě Dürnsteině a požadoval za něj vysoké výkupné. V pozadí Richardova zajetí však stáli ve skutečnosti jiní lidé – římský císař Jindřich VI. Štaufský a francouzský král Filip II. August. Leopold byl jen prostředníkem a jako věrný leník císaře pouze plnil jeho rozkazy.
6. ledna 1193 se Jindřich VI. v Řezně setkal se svým vznešeným zajatcem, kterého v březnu převzal a umístil na hradě Trifels. V únoru 1193 bylo dohodnuto, že Richard dá za své propuštění císaři 100 000 hřiven stříbra a polovinu z této částky dostane Leopold Babenberský jako věno Eleonory Bretaňské, která se provdá za jeho syna. Zároveň anglický král slíbil propuštění svých kyperských zajatců - Izáka Komnéna a jeho dcery, kteří byli příbuznými rakouského vévody. V definitivní dohodě sepsané v červnu 1193 ve Wormsu byl Richardův slib, že do sedmi měsíců od svého propuštění pošle svou neteř Eleonoru synovi rakouského vévody, aby s ní mohl uzavřít manželství. Pokud by se mu nevěsta nezamlouvala, bude Richard slibu zbaven.
Vládu v Anglii mezitím řídil Richardův bratr Jan Bezzemek (pozdější král Jan Bezzemek), podporovaný francouzským králem Filipem II.
Do doby, kdy byl Richard v zajetí, je také zařazována legenda o slavném anglickém zbojníkovi Robinu Hoodovi, který byl údajně nejprve v osobní stráži Richarda při bojích ve Svaté zemi, vrátil se ale dřív.[zdroj?]

## Válka s Francií a Richardův konec
Po propuštění z vězení se v únoru 1194 Richard pustil do války proti Filipovi II. Ten byl s hrozící situací zřejmě dobře obeznámen, když po propuštění řekl Janu Bezzemkovi:
| „ | Dejte si pozor, ďábel je puštěn ze řetězu... | “ |

Opět se jednalo o udržení anglických lén na území francouzského království.

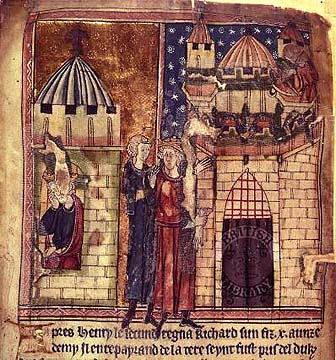
Richardova smrt u hradu Châlus na dobové miniatuře

Válka se vyvíjela příznivěji pro anglickou stranu. V lednu 1199 Filip dokonce musel zahájit mírová jednání. Následná dohoda vydávala do rukou Angličanů řadu opěrných bodů v Normandii a Vexinu, jichž se předtím zmocnili Kapetovci. Její realizaci však zabránila Richardova smrt, kterou způsobilo poranění šipkou z kuše, jež utrpěl za války s vikomtem z Limoges při obléhání hradu Châlus-Chabrol (v dnešním departementu Haute-Vienne, 35 km jihozápadně od Limoges). Ke zranění došlo 26. března, po lékařském zákroku, kdy se chirurg snažil šíp z páteře vyjmout, začala Richarda sužovat horečka a infekce jej 6. dubna zabila. Umírající stačil včas vyrozumět svou matku, která dlela v klášteře Fontevrault a zemřel jí v náručí. Richardovo srdce bylo pohřbeno v katedrále Nanebevzetí Panny Marie v Rouenu, tělo v opatském kostele ve Fontevraultu a vnitřnosti na hradě Chalus. Limousinský lučištník Pierre Basile, který Richardovi zranění způsobil, byl po králově úmrtí stažen z kůže a oběšen.
Podle mínění historiků byl Richard Lví srdce velmi statečným a zdatným rytířem, zcela však postrádal vladařské schopnosti svého otce a částečně i vojevůdcovské kvality.

## Vývod z předků
|                      |                               |  |                        |                              |  |  |  |  |  |  |  | Fulko IV. z Anjou |
|                      |                               |  |                        |                              |  |  |  |  |  |  |  |                   |
|                      | Fulko V. z Anjou              |  |                        |                              |  |  |  |  |  |  |  |                   |
|                      |                               |  |                        |                              |  |  |  |  |  |  |  |                   |
|                      |                               |  |                        | Bertrada z Montfortu         |  |  |  |  |  |  |  |                   |
|                      |                               |  |                        |                              |  |  |  |  |  |  |  |                   |
|                      | Geoffroy V. z Anjou           |  |                        |                              |  |  |  |  |  |  |  |                   |
|                      |                               |  |                        |                              |  |  |  |  |  |  |  |                   |
|                      |                               |  |                        | Eliáš I. z Maine             |  |  |  |  |  |  |  |                   |
|                      |                               |  |                        |                              |  |  |  |  |  |  |  |                   |
|                      | Ermengarda z Maine            |  |                        |                              |  |  |  |  |  |  |  |                   |
|                      |                               |  |                        |                              |  |  |  |  |  |  |  |                   |
|                      |                               |  |                        | Matylda ze Château-du-Loire  |  |  |  |  |  |  |  |                   |
|                      |                               |  |                        |                              |  |  |  |  |  |  |  |                   |
|                      | Jindřich II. Plantagenet      |  |                        |                              |  |  |  |  |  |  |  |                   |
|                      |                               |  |                        |                              |  |  |  |  |  |  |  |                   |
|                      |                               |  |                        | Vilém I. Dobyvatel           |  |  |  |  |  |  |  |                   |
|                      |                               |  |                        |                              |  |  |  |  |  |  |  |                   |
|                      | Jindřich I. Anglický          |  |                        |                              |  |  |  |  |  |  |  |                   |
|                      |                               |  |                        |                              |  |  |  |  |  |  |  |                   |
|                      |                               |  |                        | Matylda Flanderská           |  |  |  |  |  |  |  |                   |
|                      |                               |  |                        |                              |  |  |  |  |  |  |  |                   |
|                      | Matylda Anglická              |  |                        |                              |  |  |  |  |  |  |  |                   |
|                      |                               |  |                        |                              |  |  |  |  |  |  |  |                   |
|                      |                               |  |                        | Malcolm III. Skotský         |  |  |  |  |  |  |  |                   |
|                      |                               |  |                        |                              |  |  |  |  |  |  |  |                   |
|                      | Matylda Skotská               |  |                        |                              |  |  |  |  |  |  |  |                   |
|                      |                               |  |                        |                              |  |  |  |  |  |  |  |                   |
|                      |                               |  |                        | Markéta Skotská              |  |  |  |  |  |  |  |                   |
|                      |                               |  |                        |                              |  |  |  |  |  |  |  |                   |
| Richard I. Lví srdce |                               |  |                        |                              |  |  |  |  |  |  |  |                   |
|                      |                               |  |                        |                              |  |  |  |  |  |  |  |                   |
|                      |                               |  | Vilém VIII. Akvitánský |                              |  |  |  |  |  |  |  |                   |
|                      |                               |  |                        |                              |  |  |  |  |  |  |  |                   |
|                      | Vilém IX. Akvitánský          |  |                        |                              |  |  |  |  |  |  |  |                   |
|                      |                               |  |                        |                              |  |  |  |  |  |  |  |                   |
|                      |                               |  |                        | Hildegarda Burgundská        |  |  |  |  |  |  |  |                   |
|                      |                               |  |                        |                              |  |  |  |  |  |  |  |                   |
|                      | Vilém X. Akvitánský           |  |                        |                              |  |  |  |  |  |  |  |                   |
|                      |                               |  |                        |                              |  |  |  |  |  |  |  |                   |
|                      |                               |  |                        | Vilém IV. z Toulouse         |  |  |  |  |  |  |  |                   |
|                      |                               |  |                        |                              |  |  |  |  |  |  |  |                   |
|                      | Filipa z Toulouse             |  |                        |                              |  |  |  |  |  |  |  |                   |
|                      |                               |  |                        |                              |  |  |  |  |  |  |  |                   |
|                      |                               |  |                        | Emma z Mortain               |  |  |  |  |  |  |  |                   |
|                      |                               |  |                        |                              |  |  |  |  |  |  |  |                   |
|                      | Eleonora Akvitánská           |  |                        |                              |  |  |  |  |  |  |  |                   |
|                      |                               |  |                        |                              |  |  |  |  |  |  |  |                   |
|                      |                               |  |                        | Boson II. ze Châtellerault   |  |  |  |  |  |  |  |                   |
|                      |                               |  |                        |                              |  |  |  |  |  |  |  |                   |
|                      | Aimery I. z Rochefoucauldu    |  |                        |                              |  |  |  |  |  |  |  |                   |
|                      |                               |  |                        |                              |  |  |  |  |  |  |  |                   |
|                      |                               |  |                        | Alienor z Thouars            |  |  |  |  |  |  |  |                   |
|                      |                               |  |                        |                              |  |  |  |  |  |  |  |                   |
|                      | Eleonora ze Châtelleraultu    |  |                        |                              |  |  |  |  |  |  |  |                   |
|                      |                               |  |                        |                              |  |  |  |  |  |  |  |                   |
|                      |                               |  |                        | Barthelemy z L'Isle Bouchard |  |  |  |  |  |  |  |                   |
|                      |                               |  |                        |                              |  |  |  |  |  |  |  |                   |
|                      | Dangereuse z l'Isle-Bouchaard |  |                        |                              |  |  |  |  |  |  |  |                   |
|                      |                               |  |                        |                              |  |  |  |  |  |  |  |                   |
|                      |                               |  |                        | Gerberge de Blaison          |  |  |  |  |  |  |  |                   |
|                      |                               |  |                        |                              |  |  |  |  |  |  |  |                   |